# Буньони, Ален-Гийом
Ален-Гийом Буньони (рунди и фр. Alain-Guillaume Bunyoni; род. 23 апреля 1972, коммуна Каньоша, провинция Бужумбура-Мери, Бурунди) — бурундийский политический и государственный деятель, премьер-министр Бурунди (2020—2022). Министр внутренней безопасности (2015—2020).

## Биография
Хуту. Образование получил в университете Бурунди в 1994 году. Участник боевых действий, которые разгорелись после убийства президента Мельхиора Ндадайе. Член вооруженного крыла партии Силы защиты демократии (National Council for the Defense of Democracy — Forces for the Defense of Democracy).
В 2003 году Национальный совет по защите демократии — Силы защиты демократии (НСЗД-СЗД) добился прекращения огня с другими участниками Бурундийской гражданской войны. После прихода к власти НСЗД-СЗД и победы на выборах 2005 года занимал ряд ответственных постов. С 2004 по 2005 год Буньони выполнял функции генерального инспектора нового состава полиции, участвовал в создании и восстановлении жандармерии. В 2005—2007 годах занимал должность главы полиции Бурунди.
В 2007—2011 и 2015—2020 годах Буньони был министром внутренней безопасности. В 2011—2014 годах был назначен руководителем аппарата министра по гражданским делам в канцелярии президента.
23 июня 2020 года Парламент Бурунди проголосовал за назначение Алена-Гийома Буньони 8-м премьер-министром Бурунди. В тот же день он был приведён к присяге.
Выполнял различные обязанности по обеспечению международной безопасности, в 2007 году был членом комиссии ООН в миротворческих силах Организации Объединённых Наций.
Возглавлял Полицейскую комиссию Восточной Африки (OCCPAE) Интерпола.
Будучи одним из главных лидеров НСЗД-СЗД, был обвинён в нарушении прав человека во время политического конфликта 2015 года в Бурунди.
Он один из немногих задержанных в США, которым были предъявлены обвинения в связи с нарушением прав человека режимом Пьера Нкурунзизы.
В 2017 году правительство Бурунди вышло из Международного уголовного суда после того, как трибунал начал расследование преступлений против человечности в Бурунди с 2015 года.
22 апреля 2023 года был задержан полицией Бурунди находившегося в розыске в течение нескольких дней.